# Eupleurogrammus glossodon
Eupleurogrammus glossodon is een straalvinnige vissensoort uit de familie van haarstaarten (Trichiuridae). De wetenschappelijke naam van de soort is voor het eerst geldig gepubliceerd in 1860 door Bleeker.